# Christine Rauh

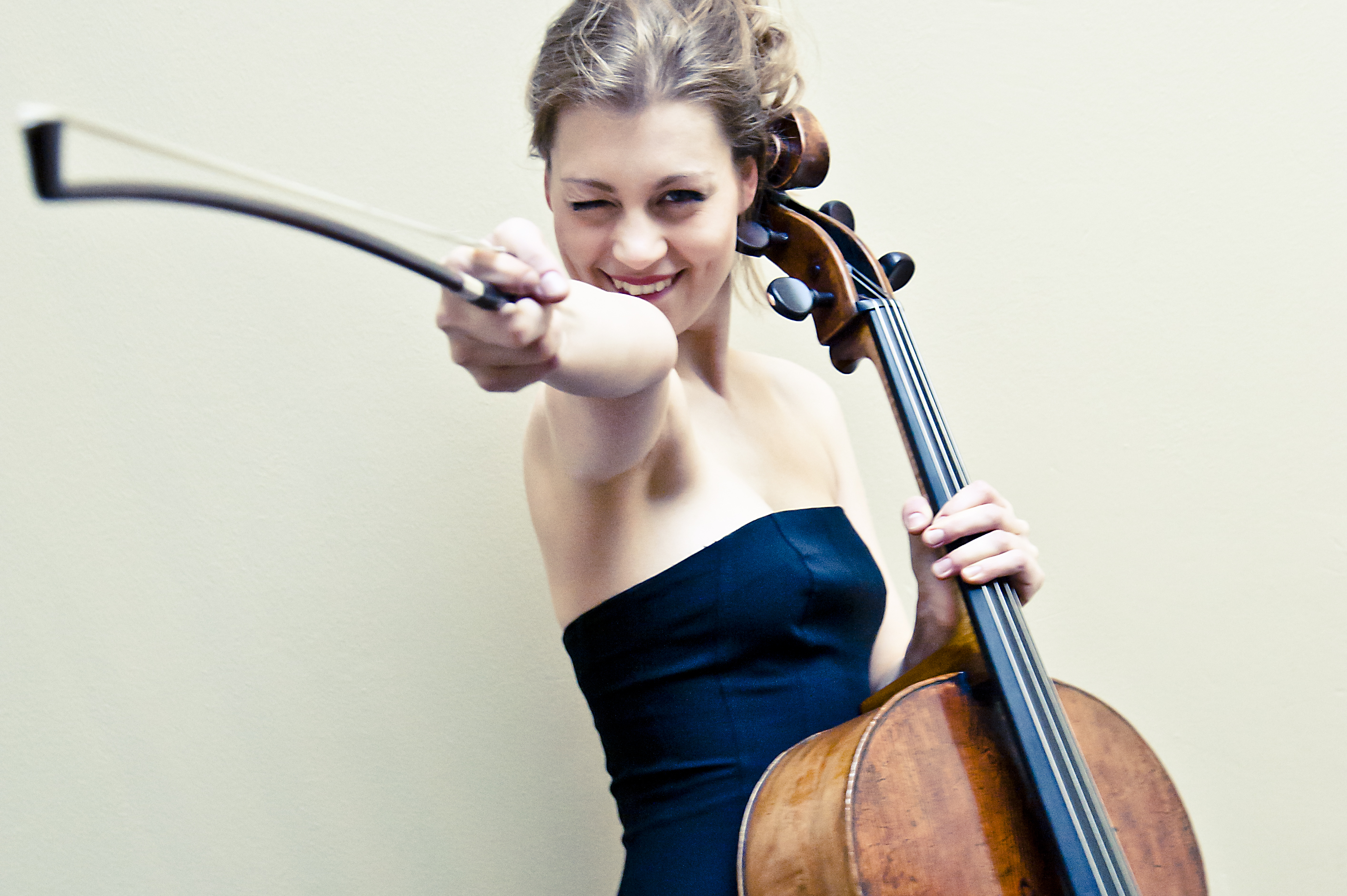
Christine Rauh

Christine Rauh (* 18. März 1984 in Osnabrück) ist eine deutsche Violoncellistin.

## Leben
Christine Rauh verbrachte ihre Kindheit in Oxford, wo sie von 1989 bis 1999 bei Jonathan Beecher Violoncello-Unterricht erhielt. Aufgrund einer Sehschwäche erschloss sie sich Musikstücke über das Anhören. Mit 16 Jahren wurde sie als Jungstudentin in Gerhard Mantels Violoncello-Klasse an der Hochschule für Musik und Darstellende Kunst Frankfurt am Main aufgenommen. 2003 setzte sie ihre Ausbildung im Rahmen des Violoncello-Hauptstudiums dort fort, das sie 2005 mit einem Auszeichnungsdiplom abschloss. Ihr Konzertexamen schloss sie an der Universität der Künste Berlin bei Jens Peter Maintz mit Auszeichnung ab; bereits 2009 rundete sie ihre Studien bei Markus Becker an der Hochschule für Musik und Theater Hannover mit einem Prädikatskonzertexamen im Fach Violoncello-Kammermusik ab.
Musikalische Anregungen erhielt sie von Mstislaw Rostropowitsch und Philippe Muller in Paris. Des Weiteren nahm sie an internationalen Meisterkursen bei Wolfgang Boettcher, Alfred Brendel, Young-Chang Cho, David Geringas, Leonid Gorokhov, Frans Helmerson, Gary Hoffman, Gerhard Mantel, Arto Noras und Heinrich Schiff teil.
Bei ihren Solokonzerten tritt Christine Rauh als Solistin u. a. mit Werken von Antonín Dvořák, Johannes Brahms, Carl Maria von Weber und Heitor Villa-Lobos auf. Ein weiterer Schwerpunkt ihres Repertoires sind die französischen Komponisten des Impressionismus wie Camille Saint-Saëns und Maurice Ravel. Rauh spielte auch die deutschen Erstaufführungen mehrerer Kompositionen zeitgenössischer Komponisten. Im Staatstheater Darmstadt interpretierte 2001 sie auf Einladung des Komponisten Marco Stroppa dessen Violoncello-Charakterstück Ay, there’s the rub. Weiterhin war sie Interpretin des Violoncello-Quartetts Uit mijn jonge Jaren von Robert Dispa. Außerdem spielte sie im November 2008 beim Stipendiaten-Konzert der Paul Hindemith-Gesellschaft im Konzertsaal der Universität der Künste in Berlin.
Seit ihrem Solo-Debüt im Jahr 1998 trat Christine Rauh als Solistin mit Orchestern, als Rezitalistin mit dem Duo Parthenon und als Kammermusikerin auf. Konzertreisen führten sie nach Österreich, Liechtenstein, die Schweiz, Großbritannien, Frankreich, Italien, Bulgarien, Russland und Japan.
Weitere Projekte von Christine Rauh waren Duo-Auftritte mit Johannes Nies im Rahmen der Stiftung Villa Musica, u. a. mit Werken von Rodion Shedrin, Manuel de Falla und Astor Piazzolla. Im Februar 2010 trat sie mit dem Programm „Meisterwerke europäischer Cello-Literatur“ bei der Landesmusikakademie Hessen auf.
2016 veröffentlichte sie ihr Klassik-Jazz-Album Kapustin - Works for Cello.

## Instrument
Christine Rauh spielt das Giovanni-Battista-Rogeri-Violoncello aus dem Jahr 1671, eine Leihgabe der Deutschen Stiftung Musikleben, das „Tigre“-Violoncello von Amati Mangenot aus dem Jahr 1929 und einen Bogen von Christian Wilhelm Knopf aus dem frühen 19. Jahrhundert.

## Preise
Christine Rauh gewann 2009 den Internationalen Isang-Yun-Wettbewerb. 2011 wurde sie von der Bundesregierung als eine der „100 Frauen von morgen“ ausgewählt. Des Weiteren wurde sie mit dem Preis der Friedrich-Jürgen-Sellheim-Gesellschaft, einem Stipendium des Deutschen Musikrats (mit Johannes Nies am Klavier) in der Duo-Wertung und der Aufnahme in die „Bundesauswahl Konzerte Junger Künstler“ (2009), dem Stennebrüggen-Preis der Carl-Flesch-Akademie (2008), einem Gerd-Bucerius-Stipendium der Deutschen Stiftung Musikleben (2008), einem Stipendium der Marguerite-von-Grunelius-Stiftung (2008) und einem Stipendium der Freunde der Villa Musica (2008) ausgezeichnet. Sie erhielt außerdem ein Stipendium und Diploma di Merito der Accademia Musicale Chigiana in Siena und war Artist in Residence beim Euro Nippon Music Festival 2007 in Japan. 2010 erhielt Christine Rauh zusammen mit Johannes Nies (Duo Parthenon) den Felix-Mendelssohn-Bartholdy-Preis.

## Diskografie
- 2016 – Nikolai Kapustin: Works for Cello, mit Benyamin Nuss (Klavier) u. a., SWR Music